# Sviloš
Sviloš (cirill írással Свилош) falu Szerbiában, a Vajdaságban, a Dél-bácskai körzetben, Belcsény községben.

## Népesség

### Demográfiai változások
| 1948 | 1953 | 1961 | 1971 | 1981 | 1991 | 2002 |
| ---- | ---- | ---- | ---- | ---- | ---- | ---- |
| 470  | 472  | 417  | 419  | 367  | 347  | 362  |